# جغرافیای گیلان
استان گیلان در ایران، شامل مناطق سرسبز شمال غربی رشته‌کوه البرز و بخش غربی کرانه‌های جنوبی دریای کاسپین است. طبیعت گیلان، پوشیده از جنگل و دارای آب و هوای معتدل و مرطوب است.
این استان، از شمال به دریای کاسپین و کشور آذربایجان، از غرب به استان اردبیل، از جنوب به استان زنجان و قزوین و از شرق به استان مازندران محدود می‌شود.
گیلان از چهار پارچه (منطقه) شکل گرفته‌است. زبان، پوشش، قوم‌ها و تاریخ قومی - بومی این چهار منطقه متفاوت از یکدیگر است:
- بیه‌پیش (جلگه خاور سپید رود): قوم گیلک، زبان گیلکی، گویش بیه‌پیشی
- بیه‌پس (جلگه باختر سپید رود): قوم گیلک، زبان گیلکی، گویش بیه‌پسی
- تالش (کوهستان باختر سپید رود و باختر دریای کاسپین): قوم تالش، زبان تالشی
- رودبار (کوهستان خاور سپید رود): قوم گیلک، زبان گیلکی و قوم تات و  زبان تاتی

## زمین‌شناسی

نمایی از قلهٔ سماموس، بلندترین نقطه گیلان از روستای حاجی‌آباد املش.

رشته کوه‌های البرز با ارتفاع متوسط ۳۰۰۰ متر، چون یک دیوار در غرب و جنوب گیلان کشیده شده و این منطقه به جز از راه دره منجیل، راه شوسه دیگری به فلات ایران ندارد. کمترین فاصله کوه تا دریای کاسپین(در بخش حویق از شهرستان طوالش) حدوداً ۳ کیلومتر و بیشترین فاصله آن از دریا (در امام زاده هاشم) حدود ۵۰ کیلومتر است. بلندترین نقطهٔ گیلان، کوه سماموس، با ۳۶۷۸ متر ارتفاع واقع در شهرستان رودسر است.

نمایی از قله درفک

گیلان انتهای غربی رشته کوه البرز و بخش غربی جلگه‌های حاشیه دریای کاسپین ایران را دربر می‌گیرد. دره عرضی عمیق سفیدرود بین منجیل و امامزاده هاشم کمربند کوهستانی را قطع می‌کند. در شمال غرب، ارتفاعات تالش به صورت حوضه‌ای پیوسته امتداد دارند و گیلان را از آذربایجان جدا می‌کنند. جز در انتهای شمالی که حیران در انتهای دره آستاراچای از ارتفاع ۱۶۰۰ متر فراتر نمی‌رود، ارتفاع همه آن مناطق بالای ۲۰۰۰ متر است و سه قله بالای ۳۰۰۰ متر بغرو داغ (۳۱۹۷ متر)، عجم داغ (۳۰۰۹ متر) و مولومه بند یا شامولوم ماسال ملقب به شاه معلم (۳۱۱۲ متر) دارد. در بخش شرقی و شمال شرقی آن‌ها جریانهایی موازی به پایین به سوی دریا جریان دارد که منجر به الگویی شانه شکل می‌شود. البرز غربی خود در شرق دره سفیدرود پهن‌تر و پرپیچ و خم تر است و سه دامنه موازی دارد؛ نماینده جنوبی‌ترین و پست‌ترین شان در گیلان آسمانسرا کوه (۲۳۷۵ متر) در منطقه عمارلو ست؛ دامنه متوسط پیوسته تر است؛ از کوه دلفک (۲۷۱۱ متر) تا کرم کوه (۳۳۸۹ متر) ادامه دارد، درحالی که دره عرضی پلرود مشخصاً دامنه شمالی را به ناتشکوه (۲۳۸۷ متر) و کوه سمام یا سماموس (۳۶۸۹ متر) که بلندترین نقطه گیلان است تقسیم می‌کند. همه این کوه‌ها ساختار زمین‌شناسی و تاریخ زمین‌ساختی بسیار پیچیده‌ای دارند که آن‌ها را به مجموعه ساختاری مرکز ایران مربوط می‌کند. لرزه خیزی بالا گواه در جریان بودن فعالیت کوه‌سازی ست، زلزله ۳۱ خرداد ۱۳۶۹ دو شهر منجیل و رودبار را تقریباً ویران کرد و حدود چهل هزار نفر را کشت و صدها روستا را تخریب کرد.

ساحل انزلی در ۱۳۵۰

گرچه همه این کوه‌ها مساحت بیشتری از جلگه‌ها دارند، ولی جلگه‌ها مهم‌ترین ویژگی خاص استان هستند و واژه گیلان هم اغلب به مناطق جلگه‌ای یا خصوصاً به جلگه مرکزی اطلاق می‌شده‌است. این متوازی الاضلاع کم ارتفاع، با پهنای ۳۵ کیلومتر و طول ۹۰ کیلومتر، ناهمگن بوده قابل تقسیم به دو بخش اصلی است: دلتای سفیدرود در شرق و جلگه فومن در غرب. اولی تماماً توسط سفیدرود، رودی با دبی بالا (۴۵۰ میلیون متر مکعب به‌طور میانگین) و محتوای آبرفتی بالا ایجاد شده‌است. در بالای رود محتوای آبرفتی قدیمی غلیظ وجود دارد، ولی در پایین آن، شمال آستانه، رود اغلب دارای لای و گل می‌شود، و مسیرش از مسیر سابق شمال شرقی اش که در زاویه برجسته دشت در دستک به دریا می‌پیوست عوض کرده و در حال حاضر به سوی شمال جریان یافته و دلتای زنده کوچکتری هنگام پیش رفتن به دریا بین زیباکنار و بندر کیاشهر می‌سازد. جلگه فومنات در غرب رسوبات آبرفتی دریایی و خطوط شنی ساحلی را با رسوبات فراوان ناشی از رودخانه‌های پرشمار سرازیر از ارتفاعات تالش می‌آمی‌زند. آن‌ها مستقیماً به دریا نمی‌رسند، بلکه در تالاب انزلی یا یک خروجی به دریا جمع می‌شوند از لای ساحل شنی خط ساحلی جمع می‌شوند تالاب در نتیجه رسوبگذاری مستمراً در حال کوچک شدن و پست شدن بوده‌است. در مقابل، جریانات شمال تالش و شرق گیلان که حتی از پلرود هم پرآب ترند به اندازه کافی برای خنثی کردن عمل جریان ساحلی رونده بسوی شرق آبرفت نمی‌آورند، و نمی‌توانند جز یک روبان باریک منطقه کم ارتفاع تنها با پهنای چند کیلومتر بین آستارا و سفیدرود و در شرق قاسم‌آباد با پهنای حدود ۱۰ کیلومتر در دهانه پلرود پیرامون کلاچای بسازند.

## ییلاقات

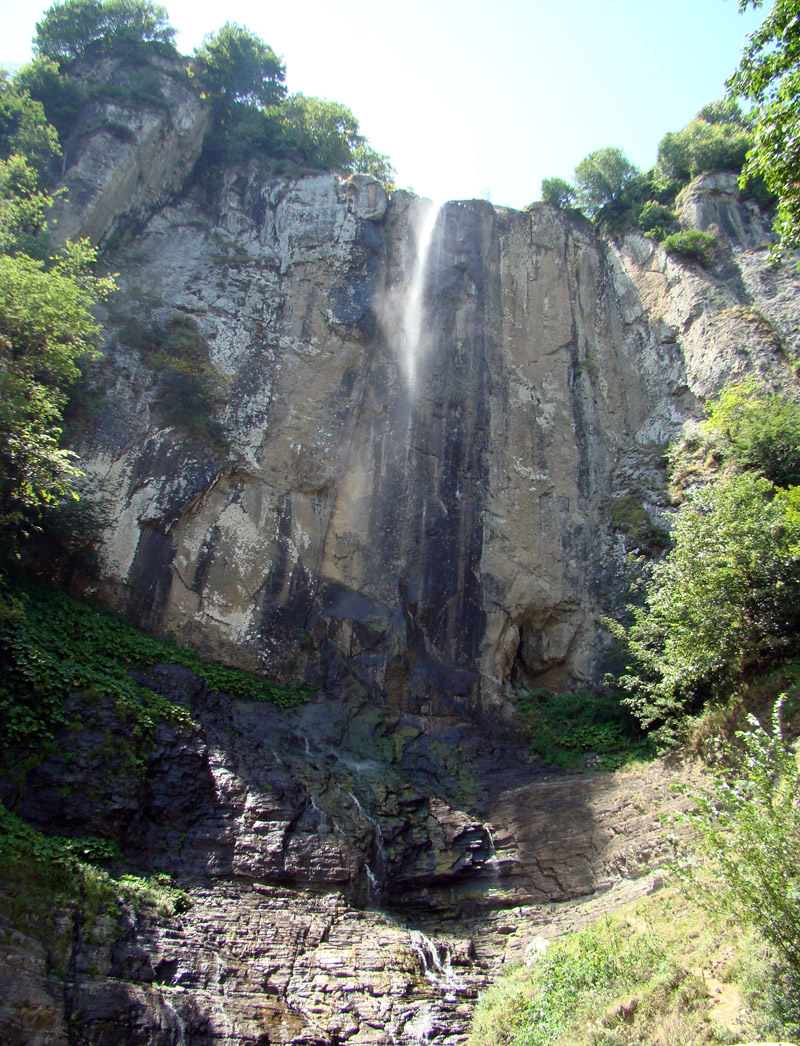
آبشار لاتون با ارتفاع ۱۰۵ متر در لوندویل، بلندترین آبشار گیلان و ایران است.

مناطق ییلاقی گیلان که در حال حاضر بسیار مورد استفاده قرار می‌گیرند، عبارت اند از:
- نواحی ییلاقی جواهردشت؛ در ارتفاعات شرق گیلان، منطقهٔ شمالی کوه زیبای سماموس قرار دارد و ییلاقِ نواحی چابکسر، قاسم‌آباد، واجارگاه، کلاچای و رحیم‌آباد به‌شمار می‌رود.
- ییلاق‌های منطقه اشکورات رحیم‌آباد
- ییلاق گردنه حیران و بهارستان آستارا در غرب آستارا یکی از بکرترین مناطق کوهستانی استان گیلان در مجاورت کشور آذربایجان محسوب می‌شود.
- ییلاق‌های دیلمان و اسپیلی؛ ییلاق‌های این ناحیه، هم از نظر چشم‌انداز و هم از نظر آثار تاریخی و فرهنگی دارای اهمیت بسیار است.
- ییلاق‌های نواحی رودبار؛ این ییلاق‌ها را می‌توان به دو قسمت تقسیم کرد: نخست ییلاق‌های واقع در شرق سفیدرود که عمدتاً در بخش عمارلو، توتکابن و پره‌سر قرار دارند.
- ییلاقهای فومن؛ این ییلاقها بیشتر در نواحی ماسوله، ماکلوان قراردارد.

## آب و هوا
استقرار استان گیلان بین ارتفاعات البرز و دریای کاسپین، موجب پیدایش شرایط خاص آب و هوایی در در منطقه گیلان گردیده‌است که ویژگی بارز آن بارندگی و رطوبت زیاد، دمای معتدل و پوشش گیاهی انبوه‌است.

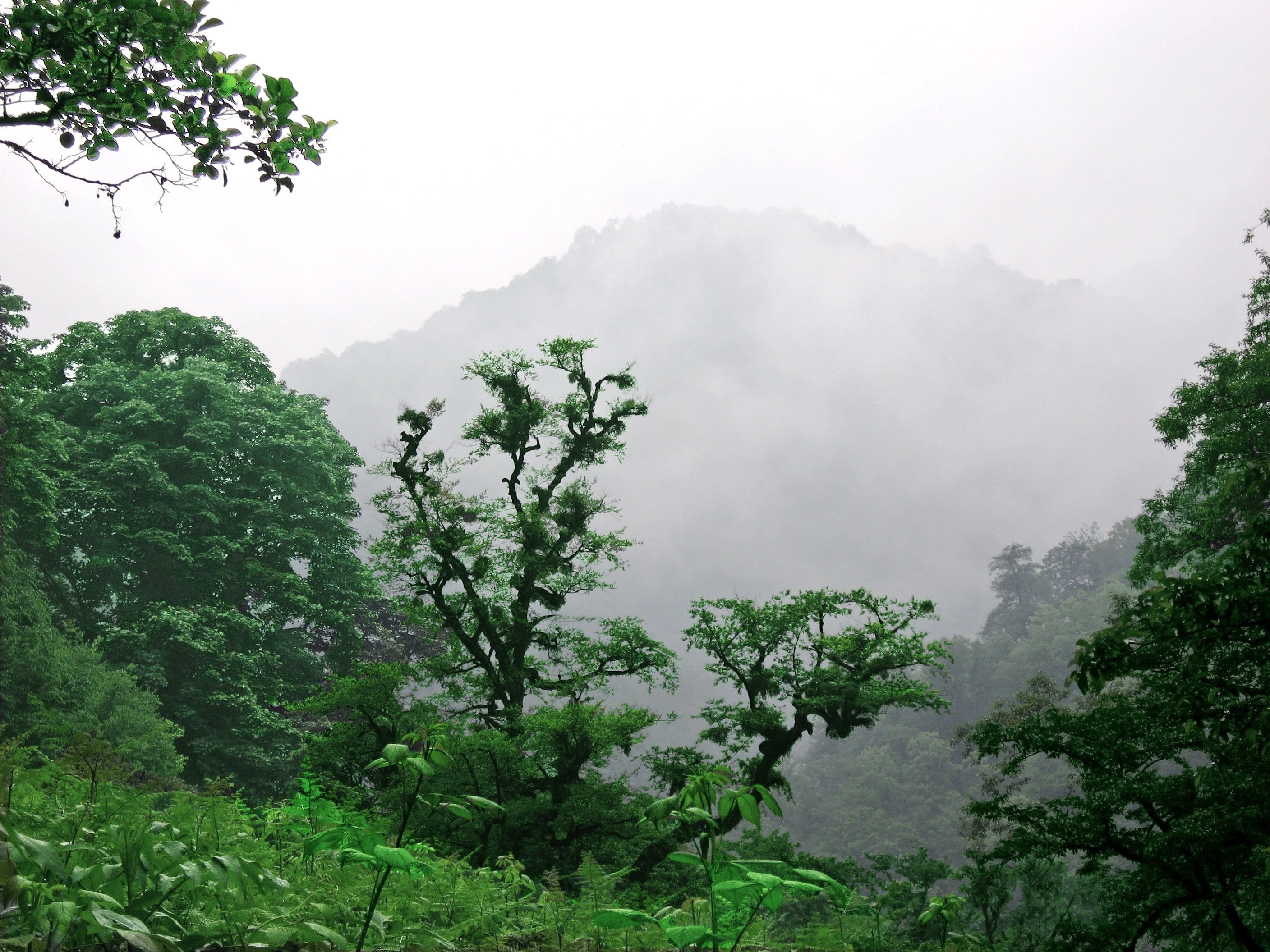
جنگل گیلان

وضعیت توپوگرافیک مناطق کم ارتفاع ساحل دریای کاسپین منجر به یک آب و هوای هیرکانی بسیار ویژه می‌شود و کل استان گیلان متعلق به این منطقه به‌طور خاص مرطوب و سبز است: جریانات جوی غالب شمالی-جنوبی، بر فراز دریا مرطوب شده، توسط مانع قوی البرز مجبور به بالارفتن شدید می‌شوند و نتیجتاً در همه سال به فراوانی بر جلگه و کوهپایه شمال غربی رشته کوه می‌بارند. نظام بارش در پاییز (سپتامبر تا دسامبر) وقتی که ناپایداری جوی در بالاترین نقطه خود است حداکثر شدیدی نشان می‌دهد، در زمستان و اوایل بهار متوسط است، در مه تا اوت کمترین مقدار را دارد (ولی عموماً به حد کافی زیاد هست تا بالای حد ماه‌های خشک بماند). بارندگی متوسط سالانه بین ۱۲۰۰ تا ۱۸۰۰ میلی‌متر در طول خط ساحلی متغیر است (۱۲۳۳ در آستارا، ۱۷۵۵ در انزلی)، در گوشه جنوبغربی جلگه به سوی یک منطقه شبه مرطوب کاهش می‌یابد (۱۰۸۶ در فومن و ۸۵۵ در شاندرمن)، و در بخش پست‌تر کوه‌هادوباره به مقادیر خیلی زیاد تا ۱۵۰۰–۱۸۰۰ میلی‌متر (۲۴۰۰ میلی‌متر در دره بالای ماسال) می‌رسد. در طول دره سفیدرود، که هر بعدازظهر تابستانی باد شدید شمالی منجیل آن بر آن می‌وزد، کاهشی شدید منجر به منطقه شبه خشک مدیترانه مانند رودبار و منجیل می‌شود.
- ویژگی‌های دمایی

دما در استان گیلان، به سبب قرارگیری در بین ارتفاعات البرز و منبع رطوبتی دریای کاسپین و برخورداری از رژیم اقلیمی معتدل خزری حالت متعادلی دارد و نوسان دما بین شب و روز و بین زمستان و تابستان زیاد نیست. میانگین دمای سالانه استان در حدود ۱۵٫۸ درجه سانتیگراد است.
- بارش

در استان گیلان حداکثر بارندگی‌های ماهانه در شهرها و مناطق ساحلی و جلگه‌ای بر ماه‌های پاییز منطبق است ولی نقاط دور از تأثیر رژیم اقلیم خزری نظیر رودبار و منجیل از رژیم بارندگی دیگری تبعیت می‌کنند و حداکثر بارندگی‌های ماهانه آن‌ها در زمستان است. هسته بیشینه بارش در سواحل دریای کاسپین در بندر انزلی قرار دارد و از این نقطه به سمت شرق و غرب به تدریج از بارندگی کاسته خواهد شد. میانگین بارندگی در سطح استان حدود ۱۵۰۶ میلی‌متر در سال است. پرباران‌ترین ماه در استان گیلان مهر ماه (اکتبر) با حدود ۲۵۷ میلی‌متر بارندگی است. تیر ماه نیز کم بارش‌ترین ماه در استان گیلان است.

## گونه‌های گیاهی و جانوری

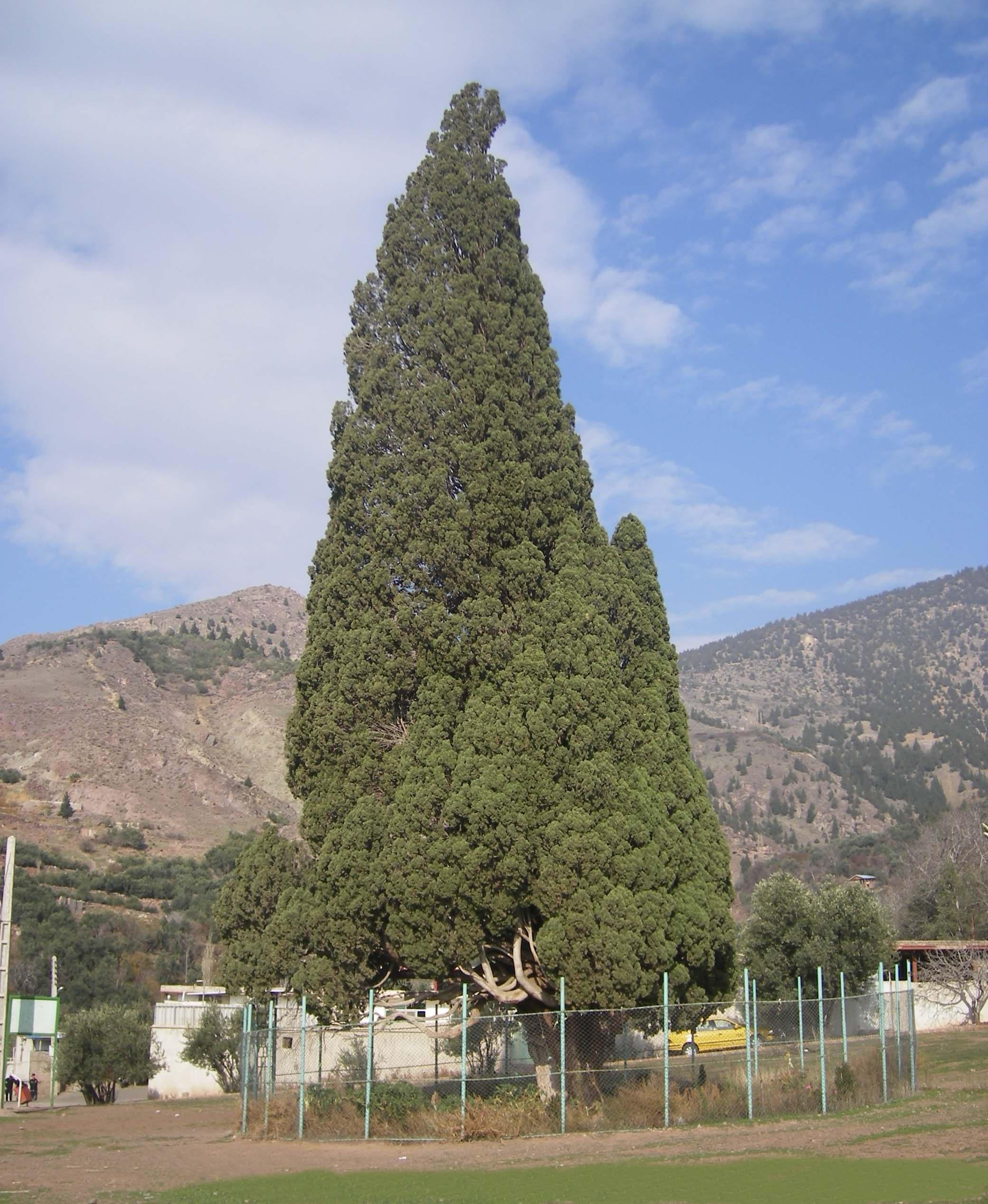
سرو هرزویل، در هرزویل، منجیل

امتیاز اقلیمی گیلان دلیل پوشش گیاهی غنی آن است. منطقه بوتانیک هیرکانی ویژگی‌های خاصی در ارتباط با منطقه ارو-سیبری و حتی درون استان بوتانیک یوکسینو هیرکانی دارد: مخروطیان تقریباً وجود ندارند، سرخدار تنک و تعداد زیادی از گونه‌های بومی که بازمانده گونه‌های گیاهی آرکو-ترشری هستند. سه سطح جنگل مبتنی بر ارتفاع متمایز اند: جنگلهای مخلوط هیرکانی، جنگلهای راش کوهی، و جنگلهای بلوط بلند کوهی و جنگل‌های ممرز. جنگل هیرکانی به‌طور دقیق زمانی جلگه‌ها را می‌پوشاند، و اکنون بخش عظیمی از بخش اول کوه‌ها تا ارتفاع ۱۰۰۰ متری را می‌پوشاند. این جنگل لایه دار است و لایه‌ای از درختان خیلی بلند مثل بلند مازو، درخت آزاد، و انجیلی و انواع رایجتر افرا و نارون؛ لایه از درختان کوچکتر مثل لیلکی، کلهو، و شبخسب، شمشاد در نقاط سایه دار و همه انواع درختان میوه وحشی؛ و یک زیربوته با بوته‌هایی مثل جل، خاس، خزه، تاک وحشی، پیچک، و دیگر گیاهان خزنده دارد. کوه‌های با ارتفاع متوسط حوزه راش شرقی بلند، به همراه بلوط، نمدار، افرا و نارون است. سطح بالای کوه‌ها بین ۱۸۰۰ تا ۲۲۰۰ متر باقی‌مانده دارای جنگل فقیرتر آوری و ممرز است. مراتع قله‌ای اغلب جایگزین این جنگلهای بالاتر شده‌اند، بعضی‌هایشان در نقاط بلند یا شیب‌ها سرپوشیده خصوصیات خشکی زی ویژه نشان می‌دهند. به اصطلاح جزیره مدیترانه‌ای پیرامون رودبار و منجیل به لحاظ پوشش گیاهی ویژهٔ طبیعی و کشاورزی اش یعنی جنگل‌های سرو بسیار تنک و درختان زیتون اش انگشت نماست.
سوسن چلچراغ در عمارلوی رودبار از گونه‌های منحصر به قرد گیلان است.
گیاهان، جانوران و مورفولوژی و شکل بستر تالاب انزلی، ارتباط آن با دریا و رژیم رودها آن را دارای محیط زیستی ویژه کرده‌است. گیاهان حاشیه‌ای شامل لوئی پهن، اسپرغان، سغد سلطانی، نی، سیرپوس و معروف‌ترین گیاه تالاب انزلی که شهرت جهانی دارد «لاله تالابی» است که تالاب را به این دلیل تالاب لاله مردابی می‌گویند. تنوع زیستی بالای تالاب آن را برای مطالعه پرندگان مناسب کرده‌است. حواصیلها، اردک سانان، مرغابی سانان کشیم بزرگ، کشیم سیاه گردن، یلوه کوچک، کاکایی و غیره از پرندگان این تالاب شمرده می‌شوند. گیاهان تالاب به سه دسته غوطه ور، گیاهان شناور و گیاهان حاشیه‌ای تقسیم می‌شود، گیاهان غوطه ور مثل جلبک سبز آبزی، جلبک سبز، گوشاب شانه‌ای، والیس نریای پیچیده، هیدری لاورتیسیلاتا (هزاربرگ)، سراتوفیلوم شناور، میریوفیلوم، ناجس مینور و گیاهان شناور مثل اوتیکولاریا، سالوین، هیدروکاریس (زیورآب)، عدسک سرنیزه‌ای، عدسک آبی چند ریشه‌ای، تراپا، مریم آبی، علف هفت پهن، علف هفت بند دورگ، پوتاموژتون، اسپیرودلا، نیلوفر آبی، لاله مرداب (سل باقالی) است.

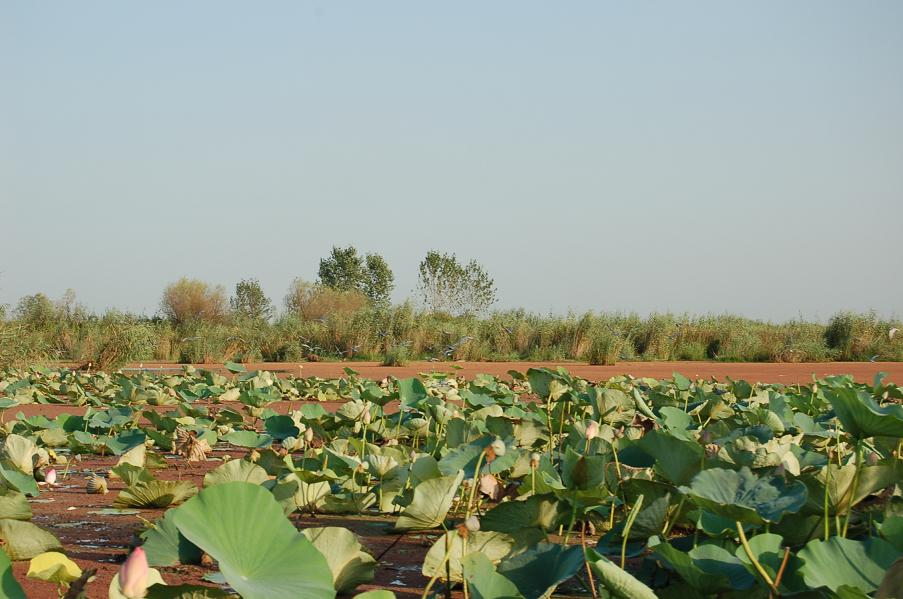
تالاب انزلی

۹۴ گونه حمایت شده و در معرض خطر انقراض پرندگان در گیلان وجود دارد.
پوشش انبوه گیاهی گیلان زیستگاه گونه‌های وحشی چون پلنگ، آهو و بزکوهی بوده‌است اما امروزه به دلیل گسترش سلاح‌های غیرمجاز و افزایش شکار این گونه‌ها تا مرز انقراض پیش رفته‌اند. هم‌اکنون کله بز و پلنگ در جنگل‌های گیلان در معرض خطر انقراض قرار دارند. گیلان یکی از مهم‌ترین زیستگاه‌های مرال یا گاو کوهی که یکی از سه گونه گوزن موجود در ایران و بزرگ‌ترین گونه آن است در جنگل‌های مناطق کوهستانی زندگی می‌کند. در چند سال اخیر با افزایش محیط بانی، تبلیغات و فرهنگ‌سازی مداوم از شیب کاهش جمعیت این گونه کاسته شده‌است. دیگر گونه منحصر به فرد و کمیاب در گیلان، سمندر باله دار جنوبی (Southern Crested Newt) است که اهمیت جهانی دارد.